# Mediorhynchus corcoracis
Espèce
Mediorhynchus corcoracis est une espèce d'acanthocéphales de la famille des Gigantorhynchidae.

## Distribution
Cette espèce se rencontre en Australie.
Adulte, c'est un parasite digestif de Corcoracidae et Corvidae. Il a été observé sur Corcorax melanorhamphos et Corvus bennetti.

## Systématique et taxinomie
Cette espèce a été décrite par Thomas Harvey Johnston et Stanley Joe Edmonds en 1950.

## Publication originale
- Johnston & Edmonds, 1950 : Australian Acanthocephala n° 8. Transactions of the Royal Society of South Australia, vol. 74, p. 1–5 (texte intégral).